# Senterada
Senterada är en kommun i Spanien.   Den ligger i provinsen Província de Lleida och regionen Katalonien, i den nordöstra delen av landet, 400 km nordost om huvudstaden Madrid. Antalet invånare är 133. Arean är 34 kvadratkilometer. Senterada gränsar till Baix Pallars, El Pont de Suert, Sarroca de Bellera, La Torre de Cabdella, La Pobla de Segur och Conca de Dalt. 
Terrängen i Senterada är huvudsakligen kuperad.